# Juniper Lee
A Juniper Lee (néhány alkalommal: Juniper Lee kalandjai, eredeti cím: The Life and Times of Juniper Lee) 2005-től 2007-ig futott amerikai televíziós rajzfilmsorozat, amelyet a Cartoon Network Studios készített. Amerikában az amerikai Cartoon Network vetítette, Magyarországon a közép- és kelet-európai Cartoon Network sugározta.

## Cselekmény
Juniper elsőre egy átlagos eszes, tizenegy éves iskolás kínai lány. Ám egy nap sem telik el anélkül, hogy iskolás hősnőnk ne harcolna görkoris gonosz manókkal, bolti trollokkal vagy öttonnás, tűzköpő hörcsögökkel. Ugyan ereje felér öt férfiéval, fürgesége Pókemberével, és számos komoly varázsigét is ismer, mégis van két állandó segítőjére öccse: Ray Ray és kutyája: Monró.

## Szereplők
- Juniper "June" Lee – A 11 éves June képességei példa nélküliek: szupererő, szupersebesség és komoly varázstudás. A képességekkel azonban együtt jár a varázsvilág és a humánium közötti egyensúly megtartásának felelőssége.
- Ray Ray Lee – June 8 éves testvére félelmet nem ismerően, felelőtlenül ront bele egyből a bajba. Csakúgy, mint nővére, ő is képes látni és beszélni különböző varázslatos teremtményekkel.
- Monroe – Monró egy nagyon öreg, elvarázsolt kutya, aki sokat tud beszélni a varázslásról és a történelemről skót akcentusban. Morgós öreg kutyaként inkább maradna magában, de a legtöbbször mégis magukkal cipelik.
- Jasmine "Ah-Mah" Lee – Ah-Mah ravasz, talpraesett és acélkemény öreg mama, aki nagymamaként June barátja és tanítója is. Tudja min megy éppen June keresztül, és segít rajta ha bajba kerül.
- Dennis Lee – Dennis June és Ray Ray bátyja, aki csak akkor van velük, ha éppen fellépnek a rockzenekarral. Semmi varázsereje sincs és nem is tud June képességeiről. Kedveli a videojátékokat.
- Jody Irwin – Jody maga a józanság hangja a csapatban. Iskolai szurkolóvezérként és mint a legokosabb lány mindig betartja a szabályokat és mindig meglátja a dolgok napos oldalát. Mindenki őszinte barátja.
- Ophelia Ramírez – Oféliának, a punk-rocker lánynak mindenről megvan a maga szkeptikus véleménye. Olyan gyakran gondol mindig mást és mást a zenekarokról, ruhákról és zenékről, mint amilyen gyakran hajszínt cserél. Ha valamit éppen mindenki szeret, akkor neki már közben biztos más véleménye lesz róla.
- Roger Radcliffe – Roger igazi vesztes típus, de azért próbálkozik - mindhiába - hogy ő is menő legyen, bármi is legyen az éppen trendi őrület. Kicsit szerethető, kicsit idegesítő, nem túl okos, és nagyon-nagyon, hááát, olyan Roger-es.
- Marcus Conner – Jóképű, laza és népszerű - Márkusz egy menő pasas. Bár ezt be nem vallaná, de June igencsak rá van indulva. Ahelyett, hogy központi figura lenne inkább mindenkivel barátkozik, és gyakran gondoskodik June-ról.

## Szereposztás
| Szereplő             | Eredeti hang           | Magyar hang        |
| -------------------- | ---------------------- | ------------------ |
| Juniper "June" Lee   | Lara Jill Miller       | Tamási Nikolett    |
| Ray Ray Lee          | Kath Soucie            | Jelinek Márk       |
| Monroe               | Carlos Alazraqui       | Vári Attila        |
| Jasmine "Ah-Mah" Lee | Amy Hill               | Némedi Mari        |
| Dennis Lee           | Alexander Polinsky     | Kováts Dániel      |
| Jody Irwin           | Colleen O'Shaughnessey | Böhm Anita         |
| Ophelia Ramírez      | Candi Milo             | Bogdányi Titanilla |
| Roger Radcliffe      | Tara Strong            | Baradlay Viktor    |
| Marcus Conner        | Phil LaMarr            | Baradlay Viktor    |
| Michael Lee          | Carlos Alazraqui       | Sörös Miklós       |
| Barbara Lee          | Candi Milo             | Szabó Gertrúd      |

## Epizódok

### Évados áttekintés
| Évad | Évad        | Epizódok | Eredeti sugárzás    | Eredeti sugárzás    | Magyar sugárzás   | Magyar sugárzás    |
| Évad | Évad        | Epizódok | Évadpremier         | Évadfinálé          | Évadpremier       | Évadfinálé         |
| ---- | ----------- | -------- | ------------------- | ------------------- | ----------------- | ------------------ |
|      | 1           | 13       | 2005. május 30.     | 2005. augusztus 21. | 2005. november 7. | 2005. november 23. |
|      | 2           | 13       | 2005. október 9.    | 2006. június 20.    | 2006. május 1.    | 2006. május 16.    |
|      | 3           | 14       | 2006. augusztus 16. | 2007. április 9.    | 2006. május 17.   | 2007. június 30.   |
|      | Rövidfilmek | 6        | 2006. december 28.  | 2007. május 14.     | TBA               | TBA                |

### 1. évad (2005)
| #   | #   | Eredeti cím                                          | Magyar cím                | Rendezte        | Írta           | Eredeti premier     | Magyar premier     |
| --- | --- | ---------------------------------------------------- | ------------------------- | --------------- | -------------- | ------------------- | ------------------ |
| 1.  | 1.  | It's Your Party and I'll Whine if I Want To          | Zsúrzűr                   | Frank Squillace | Judd Winick    | 2005. május 30.     | 2005. november 7.  |
| 2.  | 2.  | I've Got My Mind on My Mummy and My Mummy on My Mind | A kajabirodalom visszavág | Frank Squillace | Judd Winick    | 2005. június 5.     | 2005. november 8.  |
| 3.  | 3.  | It Takes a Pillage                                   | Akinek nem vikinge        | Frank Squillace | Tim McKeon     | 2005. június 12.    | 2005. november 9.  |
| 4.  | 4.  | New Trickster in Town                                | Tréfából vaskarika        | Frank Squillace | Marsha Griffin | 2005. június 19.    | 2005. november 10. |
| 5.  | 5.  | Not in My Backyard                                   | Bátraké a balszerencse    | Frank Squillace | Judd Winick    | 2005. június 26.    | 2005. november 11. |
| 6.  | 6.  | Enter Sandman                                        | Rémálom luxuskivitelben   | Frank Squillace | Tim McKeon     | 2005. július 3.     | 2005. november 14. |
| 7.  | 7.  | Ding Dong, the Witch Ain't Dead                      | Bosszús boszorkány        | Frank Squillace | Marsha Griffin | 2005. július 10.    | 2005. november 15. |
| 8.  | 8.  | I'll Get By with a Little Help from My Elf           | A cinkes cinkos           | Frank Squillace | Tim McKeon     | 2005. július 17.    | 2005. november 16. |
| 9.  | 9.  | The World According to L.A.R.P.                      | Szerep nem szerep         | Frank Squillace | Tom Franck     | 2005. július 24.    | 2005. november 17. |
| 10. | 10. | Magic Takes a Holiday                                | Varázs-szünidő            | Frank Squillace | Marsha Griffin | 2005. július 31.    | 2005. november 18. |
| 11. | 11. | Take My Life, Please                                 | A buzgómócsing            | Frank Squillace | Marsha Griffin | 2005. augusztus 7.  | 2005. november 21. |
| 12. | 12. | Meet the Parent                                      | Ásó apa nagyharag         | Frank Squillace | Tim McKeon     | 2005. augusztus 14. | 2005. november 22. |
| 13. | 13. | Monster Con                                          | Szörny-Kon                | Frank Squillace | Judd Winick    | 2005. augusztus 21. | 2005. november 23. |

### 2. évad (2005-2006)
| #   | #   | Eredeti cím                                                      | Magyar cím            | Rendezte        | Írta                   | Eredeti premier   | Magyar premier  |
| --- | --- | ---------------------------------------------------------------- | --------------------- | --------------- | ---------------------- | ----------------- | --------------- |
| 14. | 1.  | It's the Great Pumpkin, Juniper Lee                              | Gyerekecske-gondocska | Frank Squillace | Adam Pava              | 2005. október 9.  | 2006. május 1.  |
| 15. | 2.  | Oh Brother, What Art Thou?                                       | Az öcsi nem kicsi     | Frank Squillace | Tim McKeon             | 2006. január 14.  | 2006. május 2.  |
| 16. | 3.  | The Great Escape                                                 | A szökés rabjai       | Frank Squillace | Marsha F. Griffin      | 2006. január 21.  | 2006. május 3.  |
| 17. | 4.  | Picture Day                                                      | Klónciklon            | Frank Squillace | Tim McKeon             | 2006. január 28.  | 2006. május 4.  |
| 18. | 5.  | Star Quality                                                     | Sztárba szökkenve     | Frank Squillace | Adam Pava, Judd Winick | 2006. február 3.  | 2006. május 5.  |
| 19. | 6.  | There's No Mitzvah Like Snow Mitzvah                             | Óz a csődök csodája   | Frank Squillace | Marsha F. Griffin      | 2006. március 11. | 2006. május 8.  |
| 20. | 7.  | Bada Bing Bada Boomfist                                          | Oda csap ahová köll   | Frank Squillace | Tim McKeon             | 2006. március 17. | 2006. május 9.  |
| 21. | 8.  | Adventures in Babysitting                                        | Minden kezdet nehéz   | Frank Squillace | Judd Winick            | 2006. március 24. | 2006. május 10. |
| 22. | 9.  | June's Egg-cellent Adventure: Juniper Lee Meets the Easter Bunny |                       | Frank Squillace | Judd Winick            | 2006. április 14. |                 |
| 23. | 10. | I've Got You Under My Skin                                       |                       | Frank Squillace | Marsha F. Griffin      | 2006. május 12.   | 2006. május 11. |
| 24. | 11. | Welcome Bat Otter                                                | Első videvérig        | Frank Squillace | Tim McKeon             | 2006. június 6.   | 2006. május 12. |
| 25. | 12. | Dog Show Afternoon                                               | Ebek sebekegyebek     | Frank Squillace | Judd Winick            | 2006. június 15.  | 2006. május 15. |
| 26. | 13. | Dream Date                                                       | Álomrandi             | Frank Squillace | Marsha F. Griffin      | 2006. június 20.  | 2006. május 16. |

### 3. évad (2006-2007)
| #   | #   | Eredeti cím                  | Magyar cím             | Rendezte        | Írta              | Eredeti premier      | Magyar premier   |
| --- | --- | ---------------------------- | ---------------------- | --------------- | ----------------- | -------------------- | ---------------- |
| 27. | 1.  | Party Monsters               |                        | Frank Squillace | Tim McKeon        | 2006. augusztus 16.  | 2006. május 17.  |
| 28. | 2.  | Who's Your Daddy?            | Verseny mindenkinek    | Frank Squillace | Marsha Griffin    | 2006. augusztus 23.  | 2007. május 12.  |
| 29. | 3.  | Water We Fighting For?       | Nedves ellenségem      | Frank Squillace | Tim McKeon        | 2006. augusztus 30.  | 2007. május 13.  |
| 30. | 4.  | Feets Too Big                | Nagy lábon élve        | Frank Squillace | Judd Winick       | 2006. szeptember 8.  | 2007. május 19.  |
| 31. | 5.  | Citizen June                 | Itt az idő válasszatok | Frank Squillace | Marsha F. Griffin | 2006. szeptember 15. | 2007. május 20.  |
| 32. | 6.  | Make Me Up Before You Go-Go  | Beszépített népség     | Frank Squillace | Michael Jelenic   | 2006. szeptember 22. | 2007. május 26.  |
| 33. | 7.  | Out of the Past              | A múlt árnyai          | Frank Squillace | Marsha F. Griffin | 2006. szeptember 29. | 2007. május 27.  |
| 34. | 8.  | Sealed with a Fist!          | Hős alkoss gyarapíts   | Frank Squillace | Eric Kentoff      | 2006. november 3.    | 2007. június 9.  |
| 35. | 9.  | Little Big Mah               | Fiatalság bolondság    | Frank Squillace | Kevin Seccia      | 2006. november 10.   | 2007. június 10. |
| 36. | 10. | Te Xuan Me?                  | Csere nem csere        | Frank Squillace | Judd Winick       | 2006. november 24.   | 2007. június 16. |
| 37. | 11. | Food for Naught              | Az étel értelme        | Frank Squillace | Eric Kentoff      | 2006. december 1.    | 2007. június 17. |
| 38. | 12. | A Helping H.A.M.             | HAM-lét                | Frank Squillace | Tim McKeon        | 2006. december 15.   | 2007. június 23. |
| 39. | 13. | The Kids Stay in the Picture |                        | Frank Squillace | Kevin Seccia      | 2007. február 6.     | 2007. június 24. |
| 40. | 14. | Every Witch Way but Loose    | Boszorkányüldözés      | Frank Squillace | Marsha F. Griffin | 2007. április 9.     | 2007. június 30. |

### Rövidfilmek (2006-2007)
| #  | Eredeti cím                | Eredeti premier    |
| -- | -------------------------- | ------------------ |
| 1. | Monsters in My Potion      | 2006. december 28. |
| 2. | The Bus Stop               | 2007. január 2.    |
| 3. | Just a Second              | 2007. január 5.    |
| 4. | Nice Weather               | 2007. január 6.    |
| 5. | Beach Blanket Monroe       | 2007. január 6.    |
| 6. | Big Monster in My Backyard | 2007. május 14.    |